# Posse comitatus

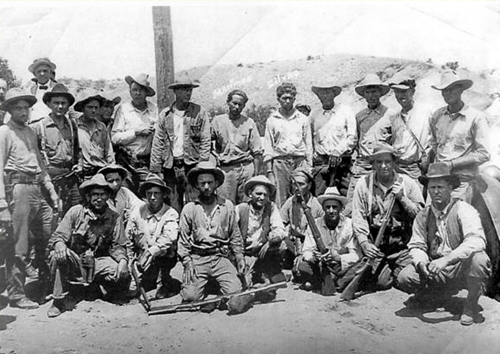
Een Amerikaanse posse poseert met twee gevangenen in 1922. Deze posse was gevormd om twee van moord beschuldigde Mexicaanse outlaws te arresteren.

Posse comitatus is  (met name in de Verenigde Staten) de bevoegdheid van het hoofd van de lokale politie om groepen burgers (tijdelijk) te rekruteren om verdachten en misdadigers op te sporen en aan te houden. Verkort tot posse kan het begrip ook slaan op die groep 'burgerwachten', en bij uitbreiding worden er wel andere groepjes of cliques mee bedoeld, zoals in de hiphop.
Letterlijk is posse comitatus Latijn voor 'macht (of kracht) van het graafschap'. Oorspronkelijk verwees dit in het Engelse recht naar de mannen van 15 jaar en ouder die konden worden opgeroepen om tijdelijk politietaken of militaire taken voor het graafschap te vervullen. Dit kwam mee met de Engelse kolonisten in de latere Verenigde Staten, en werd uiteindelijk gecodificeerd in de Sheriff's Act van 1887.

## Verenigde Staten
De term is vooral bekend geworden uit westerns waar het geregeld voorkomt dat de sheriff een groep burgers laat meehelpen om een gevaarlijke outlaw te arresteren of anderszins uit te schakelen.
Modern gebruik is zeldzaam maar komt voor. Zo maakte Joe Arpaio, van 1992 tot 2016 sheriff van Maricopa County (Arizona), gebruik van meer permanente posses als hulppolitie of burgerwacht voor algemene politietaken. Een controversieel aspect van deze specifieke posse was het feit dat er gebruik werd gemaakt van etnisch profileren om potentieel illegaal in de VS aanwezige latino's op te sporen. Dat laatste werd ten slotte door de rechter en de federale overheid verboden.
De Posse Comitatus Act uit 1878 verbiedt het gebruik van Amerikaanse legeronderdelen als posse comitatus. Toen president Herbert Hoover lastige demonstranten door soldaten liet verwijderen van het Capitool, kwam hem dit op de kritiek te staan dat hij hiermee de Posse Comitatus Act overtrad.